# Thornhill, Copeland
Thornhill är en by i Cumbria i England. Byn ligger 61,1 km från Carlisle. Orten har 897 invånare (2015).